# Adolf-Grimme-Preis 1997
Der 33. Adolf-Grimme-Preis wurde 1997 vergeben. Aus 492 vorgeschlagenen Fernsehproduktionen nominierten zwei Auswahlkommissionen 8 Serien und Mehrteiler, 32 Einzelsendungen und 15 spezielle Leistungen von Fernsehpersönlichkeiten für die Preisvergabe. Dabei erhielt das ZDF 15 Nominierungen und lag damit vor dem WDR (13), arte, SAT.1 (je 5), ORB, MDR und RTL (je 3). Die Jury vergab Preise in den Kategorien Serien und Mehrteiler, Fiktion und Unterhaltung, Information und Kultur und Spezial. Darüber hinaus wurden der Publikumspreis der Marler Gruppe, der Sonderpreis des Ministeriums für Stadtentwicklung, Kultur und Sport und zwei besondere Ehrungen des Deutschen Volkshochschul-Verbandes vergeben.
Die Preisverleihung fand am 21. März 1997 im Theater Marl statt. Die Moderation übernahm dabei Bettina Böttinger.

## Serien und Mehrteiler

### Preisträger
- Der Schattenmann (ZDF/ORF)
  - Dieter Wedel (Buch/Regie)
  - Stefan Kurt, Heinz Hoenig (stellvertretend für das Darstellerteam)

- Bruder Esel (RTL)
  - Johannes Reben (Buch)
  - Dieter Pfaff, Renate Krößner, Miriam Horwitz (stellvertretend für das Darstellerteam)

- Die Elsässer (La Sept/arte/France 3/SWF/SDR/TSI)
  - Henri de Turenne, Michel Deutsch (Buch)
  - Aurore Clément, Manfred Andrae (stellvertretend für das Darstellerteam)

### Weitere Nominierungen
- Der Bulle von Tölz (SAT.1)
- Girl Friends (ZDF)
- Familie Heinz Becker (WDR/SR)
- SK-Babies (RTL)
- Adelheid und ihre Mörder (NDR)
- Stockinger (SAT.1)

## Fiktion und Unterhaltung

### Preisträger
- Adolf-Grimme-Preis mit Gold: Der letzte Kurier (ARD/WDR)
  - Adolf Winkelmann (Regie)
  - David Slama (Kamera)
  - Sissi Perlinger und Sergei Garmasch (Hauptdarstellung)

- Sperling – Sperling und das Loch in der Wand (ZDF)
  - Dominik Graf (Regie)
  - Benedict Neuenfels (Kamera)

- Eine fast perfekte Liebe (ZDF/arte)
  - Lutz Konermann (Regie)
  - Inga Busch (Hauptdarstellung)

- Die Harald-Schmidt-Show vom 5. Dezember 1996 (SAT.1)
  - Harald Schmidt (Präsentation)

### Weitere Nominierungen
- Die schönste Sache der Welt (ARD/WDR/arte)
- Es geschah am hellichten Tag (SAT.1)
- Tödliches Schweigen (ARD/MDR)
- Tatort: Tod im All (ARD/SWF)
- Amerika (ZDF)
- Liebe, Leben, Tod (ZDF)
- Allein oder Fröhlich (ARD/HR)
- Polizeiruf 110: Kurzer Traum (ARD/ORB)
- Gefährliche Freundin (ARD/WDR)
- Wer anhält stirbt (ZDF)
- Angst hat eine kalte Hand (ARD/WDR)

## Information und Kultur

### Preisträger
- Gesucht wird...das Geheimnis um das Olympia-Attentat 1972 (ARD/WDR)
  - Wilfried Huismann (Buch/Regie)

- Glückselig in New York (ARD/WDR)
  - Yoash Tatari (Buch/Regie/Schnitt)

- Dornröschen (3sat/WDR)
  - Wolfram Seeger

- Nico Icon (3sat/ZDF)
  - Susanne Ofteringer (Buch/Regie)

### Weitere Nominierungen
- Die Seiltänzer (ZDF/3sat/MDR/ORB)
- In der glanzvollen Welt des Hotels Adlon (BR/ORF/SFB/arte)
- Fotos für die Ewigkeit (ARD/WDR)
- Quarks & Co: Menschliches Versagen (WDR)
- Ein Haus in Deutschland (ARD/BR)
- Der Himmel küßt die Berge (ARD/BR)
- Im Herzen tief, da rauscht der Wald (ZDF/arte)
- Die Stunde des Henkers (WDR)
- Beziehungskiste: Der Computer und sein Mensch (ARD/HR)
- Die Staumacher (ARD/RB)
- Faszination Leben (2) (ZDF)
- Der letzte Krieger (WDR/SWF/arte)
- Tsahal (Zweiteiler, WDR/Bavaria/Le Film Aleph)
- Wenn der Teufel in die Kirche kommt (ARD/RB)
- Zündstoff: Kinderschänder (ZDF)
- Tod im Kreml (ARD/MDR)

## Spezial

### Preisträger
- Claus Strigel und Bertram Verhaag für Idee, Konzept, Buch und Regie der Trilogie Der Mensch und seine Sachen: Mama, Papa, Auto, Bleiben Sie dran und Beziehungskiste (ARD/HR)
- Katharina Thalbach und Corinna Harfouch (für die Darstellung in Gefährliche Freundin, WDR)

### Weitere Nominierungen
- Horst Königstein (Buch/Regie) und Frank Gaede für das Musical Liane (NDR)
- Kurt Böwe und Uwe Steimle als Hauptdarsteller in der Krimireihe Polizeiruf 110 (NDR)
- Fred Breinersdorfer für die Idee zur Figur Jean Abel und Günther Maria Halmer als Darsteller der Figur (ZDF)
- Ranga Yogeshwar für die Präsentation und Moderation von Quarks & Co.
- Regina Ziegler für die Produktion der Fernsehspielreihe Die schönste Sache der Welt (WDR)
- Igor F. Komissarov (Kamera) und Joachim Faulstich (Regie/Dramaturgie/Text) der Reportage ARD-exclusiv: Dienstreise in den Tod (ARD/HR)
- Thomas Kirdorf für die Drehbücher Eine fast perfekte Liebe, Hausmänner, 5 Zimmer, Küche, Bad, Der Neger Weiß (arte)
- Michael Kobs (Buch/Regie) für Das Süße der Fremden (Abschlussfilm an der HFF Potsdam, ZDF)
- Mikael Agaton, Lars Rengfelt (Buch/Regie) und Lennart Nilsson (Kamera) für Faszination Leben (ZDF)
- Sieglinde Amoulong für die Langzeitbeobachtung Todesfahrt mit Folgen
- Peter Zadek für die Live-Inszenierung von Harold Pinters Drama Mondlicht (WDR)
- Bernd Eichinger für die Produktion der German Classics: Charley’s Tante, Es geschah am hellichten Tag, Das Mädchen Rosemarie und Die Halbstarken (SAT.1)
- Thomas Gottschalk für die Moderation des mehrfachen Auftritts von Take That bei der 100. Sendung von Wetten, dass..? (ZDF)
- Peter Kloeppel für die Präsentation der RTL News

## Sonderpreise

### Publikumspreis der Marler Gruppe
- Wolfram Seeger (Buch/Regie/Kamera) für Dornröschen (3sat/WDR)

Besonderes Lob der Marler Gruppe an: 
- Die schönste Sache der Welt: Der Wartesaal (ARD/WDR/arte)
- Der letzte Kurier (ARD/WDR)

### Sonderpreis des Ministeriums für Stadtentwicklung, Kultur und Sport
- Susanne Ofteringer für Nico Icon (3sat/ZDF)

### Auszeichnung des Stifters
Besondere Ehrung des Deutschen Volkshochschul-Verbandes an Institutionen und Persönlichkeiten, die sich um das deutsche Fernsehen verdient gemacht haben:
- Dietrich Schwarzkopf
- Dieter Gorny